# Rivière Henderson
Pour les articles homonymes, voir Henderson.
La rivière Henderson est un affluent de la rive sud-ouest de la rivière Etchemin laquelle coule vers le nord-ouest pour se déverser sur la rive sud du fleuve Saint-Laurent, dans la région administrative de Chaudière-Appalaches, au Québec, au Canada.
La rivière Henderson coule vers le nord-est en traversant les municipalités régionales de comté de :
- MRC de La Nouvelle-Beauce : municipalité de Frampton ;
- MRC de Bellechasse : municipalité de Saint-Malachie.

## Géographie
Les principaux bassins versants voisins de la rivière Henderson sont :
- côté nord : rivière Pyke, rivière Etchemin ;
- côté est : rivière Etchemin ;
- côté sud : ruisseau des Castors, rivière Calway ;
- côté ouest : rivière Belair, rivière chez Binet, rivière Morency, rivière Chaudière.

Ce petit cours d'eau prend sa source au sud-est du village de Frampton, à l'ouest de la route 275 et sur le versant nord-ouest des Monts Notre-Dame. Le mont Frampton et La Crapaudière surplombent la rive droite de la rivière Henderson.
La rivière Henderson prend sa source de ruisseaux de montagnes, situés sur le versant nord du mont O'Neil, à 4,4 km au sud-est du centre du village de Frampton. Cette source est située à 1,4 km au sud-est du lac O'Neil.
À partir de sa source, la rivière Henderson coule sur 13,0 km, répartis selon les segments suivants :
- 1,8 km vers le nord-ouest, puis le nord-est, jusqu'à la route du 2e rang ;
- 1,5 km vers le nord-est, jusqu'à la route 275 ;
- 3,4 km vers le nord-est, jusqu'à la route du 5e et 6e rang ;
- 2,2 km vers le nord-est, jusqu'à la route du 7e rang ;
- 1,9 km vers le nord-est, jusqu'à la limite municipale de Saint-Malachie ;
- 2,2 km vers le nord, en coupant la route du rang Longue-Pointe, jusqu'à sa confluence.

La rivière Henderson se jette sur la rive sud-ouest de la rivière Etchemin. Cette confluence est située à 0,2 km en amont du pont Harper et en aval d'un pont routier reliant la route 277 avec la route sur la rive sud de la rivière Etchemin.

## Toponymie
Le toponyme Rivière Henderson évoque l'œuvre de vie de la famille des frères Gilbert et William Henderson. Dès le début du XIXe siècle, ils exercèrent un rôle important dans la colonisation des cantons de Frampton, de Standon et de Buckland. En 1827, Gilbert Henderson a obtenu le rang de capitaine dans le bataillon de milice de Sainte-Marie (Beauce). En 1830, son frère William figure parmi les candidats à l'élection pour le nouveau comté de Beauce ; néanmoins, à la dernière minute, il se désiste et les deux Taschereau, l'oncle, Antoine-Charles, et le neveu, Pierre-Elzéar, sont élus sans opposition.
Les frères Henderson firent l'acquisition de droits sur l'arrière-fief Saint-Édouard, relevant de la seigneurie Jolliet, et concédé en 1787 par le seigneur Jean-Thomas Taschereau à Pierre-Édouard Desbarats (1764-1828) et George Pyke (1775-1851). La superficie n'était que de 300 ha, mais elle donnait droit au titre encore convoité de seigneur. Après avoir constitué une société avec Desbarats et le colonel Jacques Voyer, Gilbert Henderson ouvrit le canton de Frampton à partir de 1815 ; il vendit plusieurs lots de terre, surtout à des colons d'origine irlandaise. Le manoir seigneurial Henderson a été construit vers 1850, soit dans le territoire actuel de Saint-Malachie. Variante toponymique : Rivière Grondin.
Le toponyme Rivière Henderson a été officialisé le 18 février 1977 à la Commission de toponymie du Québec.